# Œillet des rochers
Dianthus sylvestris
Espèce
Classification phylogénétique
L'Œillet des rochers (Dianthus sylvestris), également appelé Œillet sauvage est une espèce de plantes herbacées vivaces de la famille des Caryophyllaceae.

## Description
La floraison a lieu de mai à juillet.

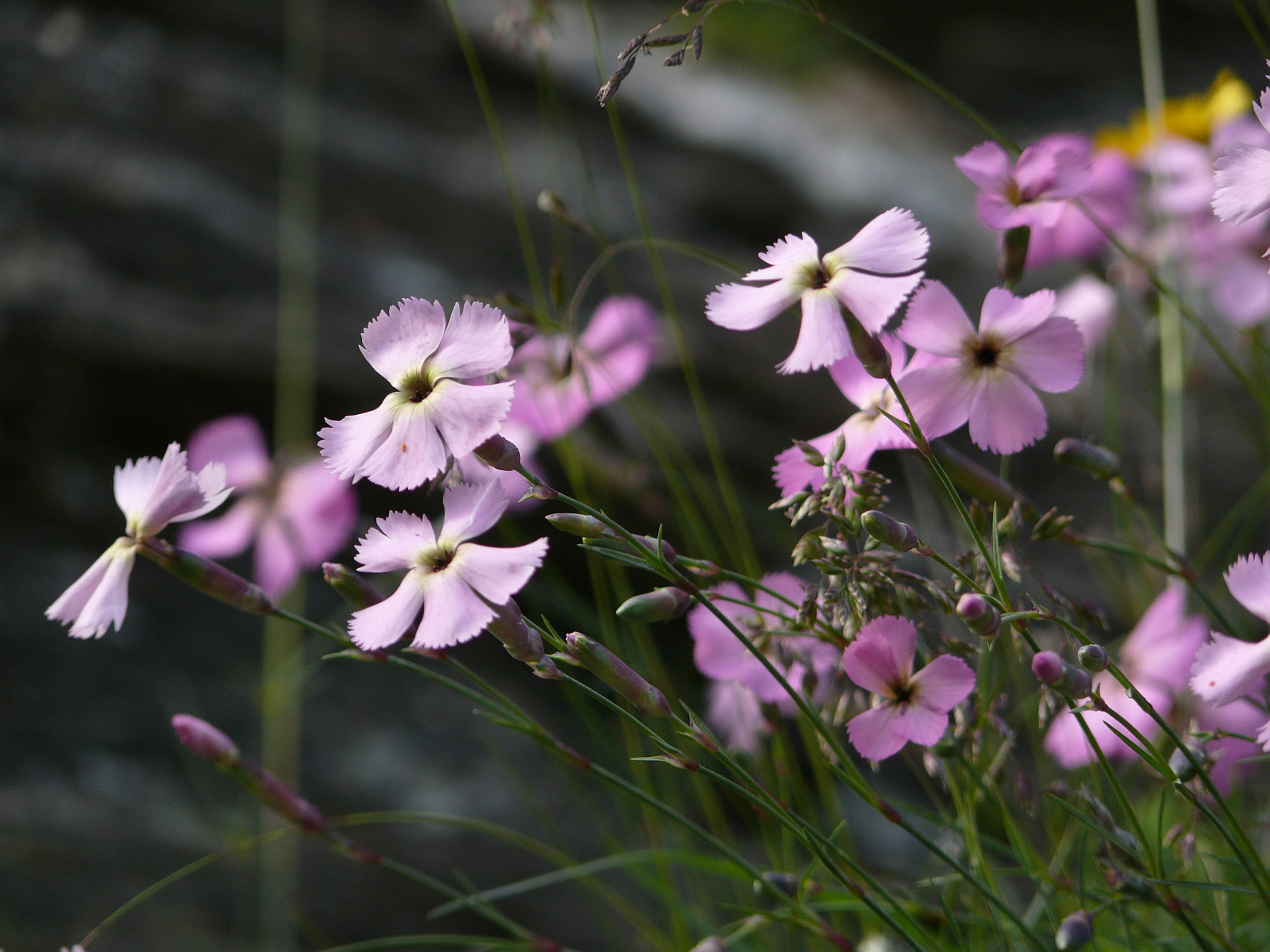
Œillet des rochers

## Distribution et habitat
L'espèce est présente de l'Espagne à la Grèce et dans la partie orientale du bassin méditerranéen.